# متیو کوولز
متیو کوولز (انگلیسی: Matthew Cowles; ۲۸ سپتامبر ۱۹۴۴ – ۲۲ مهٔ ۲۰۱۴) هنرپیشه اهل ایالات متحده آمریکا بود. وی بین سال‌های ۱۹۶۹ تا ۲۰۱۴ میلادی فعالیت می‌کرد.
او در فیلم‌های سپیددندان ۲، راه کابوی و هیئت منصفه بازی کرده‌است.